# Sus cebifrons cebifrons
Il cinghiale dalle verruche di Cebu (Sus cebifrons cebifrons Heude, 1888) era una sottospecie, oggi ritenuta estinta, del cinghiale dalle verruche delle Visayas, che abitava l'isola di Cebu, nelle Filippine.

## Descrizione
Quest'animale era di taglia maggiore rispetto all'altra sottospecie, il cinghiale dalle verruche di Negros (Sus cebifrons negrinus); infatti, studi recenti hanno dimostrato che pesava circa 15-20 kg. Il cinghiale dalle verruche di Cebu era alto circa 1,1 m con un pelo lanoso, color bruno e con chiazze nere. Le zampe erano bianche mentre gli arti erano più rossicci.

## Conservazione
L'ultimo avvistamento nell'isola di Cebu risale agli anni sessanta del secolo scorso. L'estinzione di questo taxon è il risultato dell'influenza delle attività antropiche, consistenti nella sostituzione dell'habitat necessario per la sopravvivenza (foresta), con zone coltivate. Sembra inoltre che un altro fattore determinante sia stata l'ibridazione con altre specie più o meno addomesticate dall'uomo.